# Elizabeth Packard

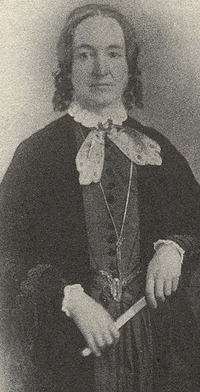
Elizabeth Packard

Elizabeth Parsons Ware Packard (Ware, Hampshire County (Massachusetts), 28 december 1816 – 25 juli 1897) was een activist uit de Verenigde Staten van Amerika voor de rechten van vrouwen en mensen die krankzinnig verklaard waren.

## Leven
Elizabeth Packard (née Ware) trouwde op 21 mei 1839 met de veertien jaar oudere dominee Theophilus Packard. Elizabeth Packard werd in 1860 gedwongen opgenomen in het Jacksonville Insane Asylum, omdat haar echtgenoot beweerde dat ze krankzinnig was vanwege haar religieuze opvattingen. In veel staten van de Verenigde Staten van Amerika was het wettelijk toegestaan dat een echtgenoot zijn vrouw liet opnemen tegen haar wil. Op aandringen van haar kinderen liet ze zich na drie jaar uitbehandeld verklaren, zodat ze weer naar haar huis kon. Haar echtgenoot sloot haar vervolgens in huis op. Via een brief die ze naar buiten liet smokkelen lukte het mevrouw Packard om een rechter haar man te laten dagen.
Er volgde een rechtszaak waarin bepaald werd of ze onterecht werd vastgehouden door haar man, oftewel: of ze krankzinnig was of niet. De jury besloot in zeven minuten tijd dat mevrouw Packard niet krankzinnig was, en ze werd vrijgelaten. Elizabeth Packard richtte daarna de Anti-Insane Asylum Society op, publiceerde verschillende boeken en gaf lezingen. 
In 1867 kwam er in Illinois een wet die alle mensen, waaronder echtgenoten, het recht gaven op een openbare hoorzitting. Later volgden er drie andere staten.